# Ферреол из Вьенны
Феррео́л (Ferreolus, ум. 304) — святой воин, мученик из Вьенны. День памяти — 18 сентября.
Святой Ферреол был трибуном императорской армии в Вьенне. Он укрывал св. Иулиана Бриудского и был схвачен местным губернатором Криспином (Crispin). Избитый и посаженный в темницу, св. Ферреол чудесным образом освободился от оков, но был вновь схвачен и обезглавлен.

## Источник
- Ekkart Sauser: Ferreolus von Vienne. In: Biographisch-Bibliographisches Kirchenlexikon (BBKL). Band 21, Nordhausen 2003, стр. 386—387, ISBN 3-88309-110-3
- Ferreolus, S. (3). In: J. E. Stadler, F. J. Heim, J. N. Ginal (Hrsg.): Vollständiges Heiligen-Lexikon, Band 2. Schmidt, Augsburg 1861, стр. 200